# Jan IV (papież)
Jan IV (ur. w Dalmacji, zm. 12 października 642) – 72. papież w okresie od 24 grudnia 640 do 12 października 642.

## Życiorys
Pochodził z Dalmacji; jego ojcem był Wenacjusz, doradca prawny egzarchy raweńskiego. Zanim objął tron papieski po Sewerynie (w cztery miesiące od jego śmierci) był archidiakonem.
Podobnie jak Seweryn obstawał przy odrzuceniu monoteletyzmu (w 641 zwołał synod, który odrzucił tę teorię), jednocześnie starał się usprawiedliwić powiązania Honoriusza I z herezją, broniąc go przed cesarzem Konstansem II. W czasie pontyfikatu wystosował list do biskupów irlandzkich ostrzegając ich przed pelagianizmem i potępiając zwyczaj obchodzenia Wielkanocy w czasie żydowskiej Paschy.
Kiedy jego ojczysty kraj był w potrzebie, Jan IV wysłał tam opata Marcina i powierzył mu znaczną sumę pieniędzy na wykupienie jeńców. W testamencie zapisał każdemu ze swoich księży roczne stypendium.